# Unió Esportiva Breda
La Unió Esportiva Breda és un club de futbol de Breda, fundat l'any 1954, que actualment juga al campionat de tercera catalana, al grup 18.

## Història

### Antecedents de Futbol a Breda
Els inicis del Futbol a Breda es remunten a la primera dècada dels anys 10 del segle xx, amb la fundació del Club Ibèric el 1912. Aquest equip jugava en un camp de futbol, ja desaparegut, prop de Cal Ferreric. Uns anys més tard hi va haver l'aparició d'un altre equip, l'Club Olímpic, ja a la dècada dels anys 20.
Aquests equips van tenir una època breu fins que, a la temporada 1933-34 es va crear el Futbol Club Breda. Malauradament, la Guerra Civil va interrompre l'activitat d'aquest club.
Durant els primers anys de la postguerra, els bredencs van veure l'aparició del Club Deportivo Breda, equip representant de la Falange, i de l'equip fomentat per mossèn Pere "Petit", a l'empara de les Joventuts de l'Acció Catòlica, el AC Breda.
En aquest context, Josep Regàs Campeny i Fèlix Herce, juntament amb un grup de joves locals, decidiren impulsar, l'any 1954, la fundació d'un nou club, la Unión Deportiva Bredense, avui Unió Esportiva Breda. El seu primer president va ser en Rogeli Argemí Fuster.

### Inicis i consolidació
En el seu inici, la UE Breda va començar disputant tornejos d'aficionats. Ja l'any 1956 es proclamà campió del Grup Comarcal de Sant Celoni i fins a la temporada 1963/64 va estar disputant el torneig Primavera, que donava accés a la Categoria de Segona Regional. Aquest any se'n proclamà campió, fet que va suposar el primer ascens a segona regional i deixar la categoria d'aficionats.
Ja des de llavors el Club s'ha mogut entre la segona Regional (ara Tercera Catalana) i la tercera Regional (Quarta Catalana Actual), amb una curta etapa als anys 90 i principis del 2000 en què va aconseguir l'ascens a Primera Regional (Segona Catalana Actual).
A finals dels anys 70 el club va deixar d'anomenar-se Unión Deportiva Bredense per passar al nom actual, Unió Esportiva Breda.
Durant els mesos de maig i juny de 1979, es van celebrar els actes de la celebració de les noces d'argent del Club, amb la disputa d'un partit amistós entre el primer equip i un equip de veterans del RCD Espanyol i un altre entre els juvenils i el FC Barcelona.

## Seccions
Actualment, la UE Breda disposa d'equip en totes les categories del futbol base masculí així com un juvenil, dos infantils, un aleví i un benjamí en categoria femenina. No obstant això, la secció de futbol femení no disposa de primer equip, si bé en va disposar un que va arribar a competir a Primera Nacional les temporades 2000/01 a la 2002/03 i de la  2005/06 a la 2007/08.

## Temporades

### Primer equip
El Club ha militat 16 temporades a Primera Regional (ara Segona Catalana), 26 a Segona Regional (ara Tercera territorial) i 15 temporades a Tercera Regional (ara Quarta Catalana).
| - 1954-55: No hi ha dades disponibles - 1955-56: Regional Aficionats Grup Comarcal Sant Celoni (1r) - 1955-56: Regional Aficionats - 1956-57: Regional Aficionats - 1957-58: Regional Aficionats - 1958-59: Regional Aficionats Grup XV - 1959-60: Regional Aficionats Grup XVI - 1960-61: Regional Aficionats Grup Selva - 1961-62: Regional Aficionats - 1962-63: Regional Aficionats Grup XV - 1963-64: Regional Aficionats Grup XIV (a) - 1964-65: Segona Regional Grup I (-) - 1965-66: Segona Regional Grup I (6è) - 1966-67: Segona Regional Grup I (15è) - 1967-68: Segona Regional Grup II (-) - 1968-69: Segona Regional Grup I (-) - 1969-70: Segona Regional Grup I (-) - 1970-71: Segona Regional Grup I (-) - 1971-72: Segona Regional Grup II (5è) - 1972-73: Segona Regional Grup II (-) | - 1973-74: Segona Regional Grup II (16è) (b) - 1974-75: Segona Regional Grup II (-) (c) - 1975-76: Tercera Regional Grup 25 (4t) - 1976-77: Tercera Regional Grup 25 (2n) - 1977-78: Tercera Regional Grup 25 (8è) - 1978-79: Tercera Regional Grup 22 - 1980-81: Tercera Regional Grup 22 (3r) - 1981-82: Tercera Regional Grup 33 (7è) - 1982-83: Tercera Regional Grup 33 (3r) - 1983-84: Tercera Regional Grup 29 (1r) - 1984-85: Segona Regional Grup II (6è) - 1985-86: Segona Regional Grup II (4t) - 1986-87: Segona Regional Grup II (5è) - 1987-88: Segona Regional Grup II (17è) - 1988-89: Tercera Regional Grup 30 (8è) - 1989-90: Tercera Regional Grup 30 (-) - 1990-91: Tercera Regional Grup 29 (1r) - 1991-92: Segona Regional Grup II (14è) - 1992-93: Segona Regional Grup II (1r) - 1993-94: Primera Regional Grup 1 (12è) | - 1994-95: Primera Regional Grup 1 (13è) - 1995-96: Primera Regional Grup 1 (9è) - 1996-97: Primera Regional Grup 1 (8è) - 1997-98: Primera Regional Grup 1 (15è) - 1998-99: Segona Regional Grup 15 (1r) - 1990-00: Primera Regional Grup 1 (4t) - 2000-01: Primera Regional Grup 1 (11è) - 2001-02: Primera Regional Grup 1 (9è) - 2002-03: Primera Regional Grup 1 (15è) - 2003-04: Primera Regional Grup 1 (16è) - 2004-05: Segona Regional Grup 16 (3r) - 2005-06: Segona Regional Grup 16 (2n) - 2006-07: Segona Regional Grup 16 (1r) - 2007-08: Primera Regional Grup 1 (10è) - 2008-09: Primera Regional Grup 1 (15è) - 2009-10: Segona Regional Grup 17 (3r) - 2010-11: Segona Regional Grup 17 (2n) - 2011-12: Tercera Catalana Grup 17 (2n) - 2012-13: Segona Catalana Grup 1 (8è) - 2013-14: Segona Catalana Grup 1 (13è) | - 2014-15: Segona Catalana Grup 1 (12è) - 2015-16: Segona Catalana Grup 1 (14è) - 2016-17: Tercera Catalana Grup 16 (17è) - 2017-18: Quarta Catalana Grup 28 (6è) - 2018-19: Quarta Catalana Grup 28 (4t) - 2019-20: Quarta Catalana Grup 28 (1r) - 2020-21: Tercera Catalana Grup 17 (7è) - 2021-22: Tercera Catalana Grup 18 |

 - Campionat de Lliga
 - Ascens
 - Descens
(a) Ascens aconseguit al Proclamar-se campió de la fase d'ascens (Copa Primavera)
(b) Supera la Promoció per evitar el descens amb un doble 2-0 davant el Fuerte Besos
(c) Cau a la Promoció per 6-1 al camp de la Salud després de portar un avantatge de 5-1 del partit d'anada

## Palmarès
Entre d'altres, la UE Breda ha aconseguit aquests títols i distincions:
- 1955/56. Campió del Torneig Comarcal de Sant Celoni[8]
- 1963/64. Campió del Torneig de Primavera (Ascens a 2a Regional)[9]
- 1971/72. Premi Estímul de la FCF a l'equip de la Segona Regional amb més jugadors locals.[10]
- 1983/84: Campió del Grup 29 de Tercera Regional.
- 1990/91: Campió del Grup 29 de Tercera Regional.[11]
- 1992/93: Campió del Grup II de Segona Regional. Campió del Trofeu Memorial Ernest Mascort[12]
- 1998/99: Campió del Grup 15 de Segona Regional.
- 2006/07: Campió del Grup 16 de Segona Regional.
- 2019/20: Campió del Grup 28 de Quarta Catalana.